# Paisley Pirates
Die Paisley Pirates sind ein Eishockeyclub aus dem schottischen Paisley. Die Pirates wurden ursprünglich 1946 gegründet und gelten damit als eines der ältesten Eishockeyclubs Schottlands. Die größten Erfolge feierte Paisley in den 1950er Jahren. So könnte man 1954 alle drei ausgetragenen Wettbewerbe in Schottland gewinnen, 1959 wurde man britischer Meister. Nachdem der Club 1959 den Spielbetrieb eingestellt hatte, wurde er 1992 erneut gegründet. Er spielt seitdem in der jeweils zweithöchsten Spielklasse, derzeit in der Scottish National League (SNL).

## Geschichte

### Gründung und große Erfolge
Die Pirates stiegen 1946 in die wieder gegründete SNL ein. 1948 wurde die Liga in zwei regionale Divisionen geteilt und Paisley gewann die Westdivision. 1951 und 1954 konnten die Pirates die SNL gewinnen. Die Saison 1953/54 war die erfolgreichste Saison für Paisley, zusätzlich zur SNL-Meisterschaft konnte man den Autumn Cup und den Canada Cup gewinnen.
1954 fusionierte die SNL mit der English National League zur British National League. Bereits nach einer Saison zogen sich alle schottischen Clubs außer Paisley aus der Liga zurück. 1958/59 holten sich die Piraten die Britische Meisterschaft. Im selben Jahr musste der Club aus finanziellen Gründen den Spielbetrieb einstellen.
Die Pirates spielten in der East Lane Arena. Diese wurde 1970 geschlossen und 1973 abgerissen.

### Paisley Mohawks
Nachfolger der Pirates wurden die Paisley Mohawks. Diese spielten bis zur Schließung der East Line Arena und konnten in der Saison 1967/68 den Autumn Cup, die Northern League, den Icy Smith Cup, den Championship cup und den Barbour Cup gewinnen.

### Neugründung der Pirates
1992 wurden die Pirates wiederbelebt. Sie spielten eine Saison in der Scottish League und wechselten dann in die zweithöchste Spielklasse, die Division 1 der British Hockey League. 1996 wurde diese von der British National League abgelöst. 2002 musste sich der Club aus finanziellen Gründen in die Scottish National League (SNL) zurückziehen.
1997 und 2005 gewannen die Pirates den Scottish Cup.
2006 wurde das Lagoon Centre, die Spielstätte der Pirates geschlossen. Der Club wechselte in die Braehead Arena, wo er bis heute spielt. 2007/08 spielte Paisley in der kurzlebigen Scottish Premier League und ab 2008/09 in der Northern League. 2010 wechselte man wieder in die SNL.